# Rachael Harris
Rachael Elaine Harris (ur. 12 stycznia 1968 w Worthington w stanie Ohio, USA) – amerykańska aktorka filmowa.

## Filmografia
- 2005: Tygrysy murawy jako Ann Hogan
- 2006: Radosne Purim jako Mary Pat Hooligan
- 2007: Evan Wszechmogący jako dziennikarka
- 2007: Licencja na miłość jako Janine
- 2007: Sprawy życia i serca jako Carla
- 2007-2010: Projekt dziecko jako Cooper
- 2008: Gotowe na wszystko jako Sandra Birch[1]
- 2009: Kac Vegas jako Melissa
- 2009: Cougar Town: Miasto kocic jako Shanna Miller
- 2009: Solista jako Leslie
- 2010: Dziennik cwaniaczka jako Susan Heffley
- 2011: Dziennik cwaniaczka 2 jako Susan Heffley
- 2011: Współczesna rodzina jako Amelia
- 2011-2019: W garniturach jako Sheila Sazs[2]
- 2012: Dziennik cwaniaczka 3 jako Susan Heffley
- 2012: Jess i chłopaki jako Tanya Lamontagne
- 2014: Noc w muzeum: Tajemnica grobowca jako Madeline Phelps
- 2014: Jak nie zwariować z tatą jako Joanne Dunlevy
- 2015–2021: Lucyfer jako Linda Martin